# Zaur Uguev
Zaur Rizvanovič Uguev (in russo Заур Ризванович Угуев?; Chasavjurt, 27 marzo 1995) è un lottatore russo, di etnia cumucca, specializzato nella lotta libera. È stato campione olimpico in rappresentanza di ROC ai Giochi di Tokyo 2020 nella categoria dei 57 kg.

## Palmarès

### Per ROC
- Giochi olimpici

Tokyo 2020: oro nei 57 kg.

### Per la Russia
- Mondiali

Budapest 2018: oro nei 57 kg.
Nur-Sultan 2019: oro nei 57 kg.
- Europei

Novi Sad 2017: bronzo nei 57 kg.
Kaspijsk 2018: argento nei 57 kg.
- Giochi europei

Minsk 2019: bronzo nei 57 kg.

## Altre competizioni internazionali
2020
- Oro nei 57 kg nella Coppa del mondo individuale ( Belgrado)